# 플로렌스 카숨바
플로렌스 카숨바(영어·독일어: Florence Kasumba, 1976년 10월 26일~)는 우간다 태생 독일의 배우이다. 캄팔라에서 태어났으며 《캡틴 아메리카: 시빌 워》(2016), 《블랙 팬서》(2018)에서 슈퍼히어로 블랙 팬서의 비서 아요 역으로 출연하였다. 《원더우먼》(2017)에서는 아칸타 의원역으로 출연하였다. 이외에는 주로 독일과 네덜란드 영상매체에 출연했다.

## 출연 작품
- 원더우먼
- 블랙 팬서 - 아요 역
- 뮤트
- 라이온 킹 - 센지 역 (목소리)